# Fritz Volbach

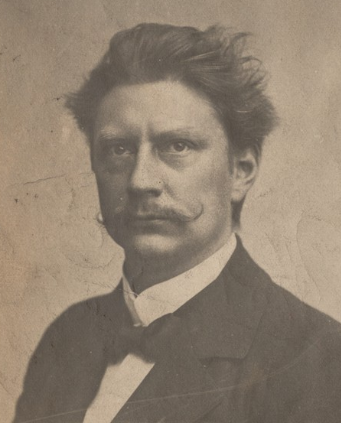
Aufnahme um 1905

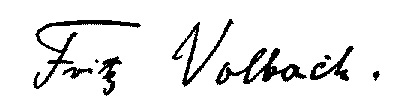

Fritz Volbach (* 17. Dezember 1861 in Wipperfürth; † 30. November 1940 in Wiesbaden) war ein deutscher Dirigent, Komponist und Musikwissenschaftler.

## Leben
Fritz Volbach wurde im Jahr 1861 in Wipperfürth geboren. Nachdem er kurz Schüler des Kölner Konservatoriums bei Ferdinand Hiller gewesen war, nahm er die zuvor abgebrochene schulische Ausbildung in Bruchsal wieder auf, wo er auch sein Abitur ablegte. Er studierte an den Universitäten von Heidelberg und Bonn Philosophie. 1886 wurde er Schüler des Königlichen Instituts für Kirchenmusik, um dann sein Studium bei Eduard Grell an der Akademie in der Kompositionsabteilung fortzusetzen; er war wohl sein letzter Schüler. Während seines Studiums wurde er 1885 Mitglied der Akademischen Liedertafel Berlin im Sondershäuser Verband sowie der AMV Makaria Bonn.
Nach seinem Studium arbeitete er 1887 als Lehrer am Institut für Kirchenmusik; auch dirigierte er bereits die Akademische Liedertafel und einen Chor. 1891 wurde er Musikdirektor in Mainz. Im Jahre 1899 promovierte er an der Universität Bonn. 1907 wurde er Musikdirektor in Tübingen und wurde zum Professor ernannt. Während des Ersten Weltkriegs gründete er im besetzten Belgien mit Fritz Brandt unter den Besatzern in Brüssel ein deutsches Sinfonieorchester. Ab 1918 lehrte er an der Universität Münster und war bis 1925 auch Musikdirektor und Leiter des Musikvereins dieser Stadt. 1929 wurde er emeritiert.
Volbachs kompositorisches Schaffen umfasst unter anderem eine Oper, eine Sinfonie und drei sinfonische Dichtungen. Seine Kompositionen weisen ihn als konservativen Spätromantiker aus. Einige Nachlassteile werden im Universitätsarchiv der Westfälischen Wilhelms-Universität Münster aufbewahrt.
Seine Söhne waren der Kunsthistoriker Wolfgang Fritz Volbach und der Regisseur Walther R. Volbach.

## Werke (Auswahl)

### Werke mit Opuszahl
- Fantasiestück für Violine mit Begleitung des Orchesters oder des Pianoforte op. 8, Sulzer, Berlin, 1889 OCLC 916174828
- Zwei leichte Stücke op. 9 I Tanz und Chor der Heinzelmännchen, II Marsch der Heinzelmännchen aus dem Weihnachts-Märchenspiel Die Heinzelmännchen, Fassung für Klavier zu vier Händen, Michow, Charlottenburg OCLC 1074326602
- Festweihe, Marsch für Klavier op. 11, Michow, Charlottenburg OCLC 165414432
- Ostern, Symphonische Dichtung für Orchester und Orgel op. 16, Schott, Mainz, 1895 OCLC 165414440
- Vom Pagen und der Königstochter, vier Balladen von Emanuel Geibel (aus den Junius-Liedern) für Soli, Chor und Orchester, Breitkopf & Härtel, Leipzig, 1898 OCLC 165414444 OCLC 72783894
- Es waren zwei Königskinder, Symphonische Dichtung op. 21, Breitkopf & Härtel, Leipzig, 1900 OCLC 165414430
- Fest-Cantate (nach Worten der heiligen Schrift) zur 500. Geburtsfeier des Johannes Gutenberg zu Mainz am 24. Juni 1900 für Chor, Orchester und Orgel op. 22, Schott, Mainz, 1900 OCLC 1068917052
- Drei Lieder für Sopran op. 23, Breitkopf & Härtel, Leipzig, 1901 I Morgen, Text: Karl Henckell OCLC 1255679557 II Gesang in der Mondnacht Text: Heinrich Seidel OCLC 1255680440 III Frühlingsläuten Text: Josef Huggenberger (1865–1945) OCLC 1255680481
- Quintett für Klavier und Bläser (Oboe, Klarinette, Horn, Fagott u. Pianoforte)  op. 24, 1902 OCLC 898040660
- Liebesjauchzen  op. 25 Nr. 1, für Singstimme und Klavier, Breitkopf & Härtel, Leipzig, 1902 OCLC 43944985
- Gesang in der Mondnacht/Nacht am Springbrunnen op. 25 Nr.  2, für Singstimme und Klavier, Incipit: Im Garten plätschert und singt und plauscht, Breitkopf & Härtel, Leipzig, 1902 OCLC 43944912 OCLC 43945316
- Frühlingsläuten op. 25 Nr. 3, für Singstimme und Klavier, Incipit:  Viel tausend Glocken bunt und klein, Breitkopf & Härtel, Leipzig, 1902 OCLC 43945097
- Raffael. Drei Stimmungsbilder für Chor, Orchester und Orgel op. 26, Breitkopf & Härtel, 1903 I Madonna di Foligno II  Madonna del Granduca III Madonna di San Sisto Reprin: Musikproduktion Juergen Hoeflich, München,  2016 OCLC 952051927
- Alt-Heidelberg, du feine, Symphonische Dichtung op. 29, Breitkopf & Härtel, Wiesbaden, 1904 OCLC 725427174
- Der Troubadour, Ballade für Männerchor, Baritonsolo und Orchester op. 30, Carl Grüninger, Stuttgart, 1905 OCLC 611165419
- Am Siegfriedsbrunnen  für Männerchor und Orchester op. 31, Text: Philipp See, Hug, Leipzig, 1906 OCLC 698585605
- Rheinlied, Gedicht von Peter Cornelius für Männerchor op. 32, Hug & Co., Zürich, 1907 OCLC 83401775
- Symphonie in h-moll op. 33, Hug, Leipzig, 1909 OCLC 165414443
- Die Kunst zu lieben (nach Giovanni Fiorentino: Il Pecorone), Musikalisches Lustspiel in zwei Aufzügen op. 34, 1910 OCLC 612204668
  - Serenade nach dem Vorspiel zum 2. Akt des musikalischen Lustspiels Die Kunst zu lieben: für Orchester op. 34, Bühnenverl. Schultz, Leipzig,  1910 OCLC 698585781
  - Ständchen aus dem musikalischen Lustspiel: Die Kunst zu lieben, Leipziger Bühnenverlag, 1910 OCLC 698585718
- Die Nachtigall für hohe Stimme, Violine, Violoncello, Klavier (und Harfe ad lib) op. 35, Text: Paul Verlaine, Junne, Leipzig, 1910 OCLC 315338625
- Klavierquintett  in d-moll op. 36, Besetzung: Zwei Violinen, Viola, Violoncello und Klavier, Hug, Leipzig, 1912 OCLC 165414441
- Musikanten-Trinklied für eine Singstimme (Bariton oder Bass) mit Klavierbegleitung op. 37a, Oscar Brandstetter, Leipzig, 1910 OCLC 611563198Hug & Co., Zürich, 1912 OCLC 82578752
- König Laurins Rosengarten eine deutsche Heldenmär für Männerchor, Bariton-Solo und Orchester op. 38, Hug, Leipzig, 1913 OCLC 1291532322

### Werke ohne Opuszahl
- Ehre sei Gott, Eulenburg, Leipzig, 1914 OCLC 879869211
- Immensegen, altdeutsches Madrigal,B. Schott's Söhne, Mainz, 1925 OCLC 992532264
  - Fassung A für gemischten Chor, Soloklarinette und Streichquintett (Fassung A)
  - Fassung B: Bearbeitung für gemischten Chor, Klarinette oder Violine und Klavier
- Die Mette von Marienburg, Text frei gestaltet nach der Ballade von Felix Dahn für Männerchor, Knabenchor, Sopran- und Tenor-Solo mit Orchester, Orgel oder Harmonium, Gebrüder Hug & Co., Leipzig, 1927 OCLC 611251756
- Röslein rot für Männerchor, Gebrüder Hug & Co.,  Leipzig, 1927 OCLC 81760019
- Grenzen der Menschheit für Männerchor und Orchester, Text: Johann Wolfgang von Goethe, B. Schott's Söhne, Mainz, 1931 OCLC 1021082454

## Schriften
- Die Praxis der Händelaufführung. Dissertation, Bonn 1899. Open Access via ViFaMusik
- Georg Friedrich Händel. (= Berühmte Musiker – Lebens- und Charakterbilder nebst Einführung in die Werke der Meister. Band II). 2. Auflage. Schlesische Verlagsanstalt, Berlin 1906.
- Die deutsche Musik im neunzehnten Jahrhundert. Nach der Grundlagen ihrer Entwicklung und ihren Haupterscheinungen. Kösel, Kempten/München 1909.
- Erläuterungen zu den Klaviersonaten Beethovens. Ein Buch für Jedermann. (= Tongers Musikbücherei. Band 12/14). P.J. Tonger, Köln 1924 (3. Auflage).
- Beethoven. 2. Auflage. Kirchheim & Co, Mainz 1929.
- Der Chormeister. Ein praktisches Handbuch für Chordirigenten mit besonderer Berücksichtigung des Männerchors. Neue, erw. Ausgabe. Schott, Mainz 1936.
- Die Instrumente des Orchesters. Ihr Wesen und ihre Entwicklung. (= Aus Natur und Geisteswelt, Band 384). Teubner, Leipzig/Berlin 1913.
- Das moderne Orchester. Band 1. Das Zusammenspiel der Instrumente in seiner Entwicklung. 2. Auflage. Teubner, Leipzig/Berlin 1919.
- Das moderne Orchester. Band 1: Die Instrumente des Orchesters. 2. Auflage. Teubner, Leipzig/Berlin 1921.
Moderni orhestar. Njegov razvitak. Übersetzung ins Kroatische von Božidar Širola. Edition Slave, Wien 1922.
- Handbuch der Musikwissenschaften. Band 1. Musikgeschichte, Kulturquerschnitte, Formenlehre, Tonwerkzeuge und Partitur. Aschendorffsche Verlagsbuchhandlung, Münster 1926.
- Handbuch der Musikwissenschaften. Band 2. Ästhetik, Akustik u. Tonphysiologie, Tonpsychologie. Aschendorffsche Verlagsbuchhandlung, Münster 1930.
- Erlebtes und Erstrebtes. E. Schneider, Mainz 1956.